# Jenny Pippal
Jenny Pippal, de son vrai nom Eugenie Pippal-Kralik (née le 30 novembre 1946 à Vienne, morte le 24 août 2010 dans la même ville) est une animatrice de télévision autrichienne.

## Biographie
Elle entre à l'ÖRF en 1965 et commence dans le service des sports. Elle travaille aussi pour l'émission Österreich-Bild (remplacée aujourd'hui par Bundesland heute). De 1976 à 1981, elle présente le vote de l'Autriche au Concours Eurovision de la chanson. De 1987 à 2002, elle présente le tirage du Loto.
Jenny Pippal fut marié avec Willy Kralik.

## Filmographie
- 1999 : Stella di mare – Hilfe, wir erben ein Schiff!

## Source de la traduction
- (de) Cet article est partiellement ou en totalité issu de l’article de Wikipédia en allemand intitulé « Jenny Pippal » (voir la liste des auteurs).